# Organización Árabe de Transportistas Aéreos
La Organización Árabe de Transportistas Aéreos (en inglés: Arab Air Carriers Organization, en árabe: الإتحاد العربي للنقل الجوي) es una alianza regional de aerolíneas árabe creada en 1965 por la Liga de Estados Árabes (frecuentemente llamada Liga Árabe). Sus objetivos son promover la cooperación en términos de calidad y seguridad entre las aerolíneas de los países árabes. Cualquier compañía que tenga su sede en cualquiera de los 22 países que pertenecen a la Liga Árabe pueden entrar en la organización.
La organización tiene su sede en Beirut (Líbano), mientras que el Centro Regional de Formación de la Organización está situado en Amán (Jordania). El centro de formación se creó en 1996 y en 2000 se añadió a su oferta algunos impartidos en Beirut y El Cairo. EL centro ofrece formación para pilotos y tripulaciones de la alianza a bajo precio.
Cada año, los presidentes de las aerolíneas miembro se reúnen para discutir temas concernientes a la aviación en el mundo árabe, progresos que son necesarios llevar a cabo y cualquier otro plan o proyecto en el que la organización esté trabajando.
La pertenencia a la OATA no es obligatoria para las aerolíneas de los países pertenecientes a la Liga Árabe, por lo que muchas aerolíneas, como por ejemplo, Air Mauritanie (compañía de bandera de Mauritania) no son parte de la organización

## Aerolíneas
Actualmente la organización consta de 22 aerolíneas miembro:
1. Afriqiyah Airways
2. Air Algérie (sale de la alianza en diciembre de 2007)
3. Air Arabia
4. EgyptAir
5. Emirates
6. Etihad Airways
7. Gulf Air
8. Iraqi Airways
9. Jordan Aviation
10. Kuwait Airways
11. Libyan Airways
12. Middle East Airlines
13. Oman Air
14. Palestinian Airlines
15. Qatar Airways
16. Royal Air Maroc
17. Saudi Arabian Airlines
18. Sudan Airways
19. Syrian Arab Airlines
20. Trans Mediterranean Airways
21. Tunisair
22. Yemenia

Una de los planes más ambiciosos de la organización es que todos sus miembros se pasen al billete electrónico en todos sus vuelos para finales de 2007, que coincide con el límite temporal recomendado por la IATA. Este objetivo está siendo bastante problemático de llevar a cabo, ya que la mayor parte de las aerolíneas miembro aún no han implantado el billete electrónico en sus rutas.
La organización está trabajando para constituir una alianza de aerolíneas regionales llamada Arabesk, formada por EgyptAir, Gulf Air, Middle East Airlines, Oman Air, Yemenia, Tunisair, Royal Jordanian, y Saudi Arabian Airlines. 
Se espera que esta alianza sea creada en 2007. Las aerolíneas integrarán sus horarios para crear conexiones convenientes con las redes de otras. Las aerolíneas unirán más de 500 destinos en todo el mundo y serán capaces de vender tickets de otras aerolíneas miembro y a cualquier destino. Esta alianza conllevará también acuerdos de código compartido y acuerdos de programas de viajero frecuente.
LA Organización Árabe de Transportistas Aéreos colabora intensamente con la IATA y la OACI.